# Statenverkiezingen Nederlandse Antillen 2006
De Statenverkiezingen Nederlandse Antillen 2006 waren verkiezingen voor de Staten van de Nederlandse Antillen. Zij vonden plaats op 27 januari 2006.

## Resultaten
| Naam                                                 | Afk.                     | Nederlands                                                         | Signatuur                    | Stemmen | %     | Zetels |
| ---------------------------------------------------- | ------------------------ | ------------------------------------------------------------------ | ---------------------------- | ------- | ----- | ------ |
| Kieskring Curaçao                                    | Kieskring Curaçao        | Kieskring Curaçao                                                  | Kieskring Curaçao            | 70.508  | 63,79 | 14     |
| Partido Antiá Restrukturá                            | PAR                      | Partij voor een Herstructureerde Antillen                          | Centrum                      | 18.187  | 25,79 | 5      |
| Partido MAN                                          | MAN                      | MAN-partij                                                         | Sociaaldemocratisch          | 13.123  | 18,61 | 3      |
| Frente Obrero i Liberashon 30 di Mei                 | FOL                      | Arbeidersfront en Bevrijding 30 mei                                | Socialistisch                | 9.582   | 13,59 | 2      |
| Partido Nashonal di Pueblo                           | PNP                      | Nationale Volkspartij                                              | Christendemocratisch         | 7.768   | 11,02 | 2      |
| Forsa Kòrsou                                         | FK                       | Curaçao Kracht                                                     | Centrum                      | 6.658   | 9,44  | 2      |
| Partido Laboral Krusada Popular                      | PLKP                     | Partij van de Arbeid en de Volksstrijd                             | Sociaaldemocratisch          | 4.293   | 6,09  | 0      |
| Lista Niun Paso Atras                                | LNPA                     | Lijst Geen Stap Terug                                              | Socialistisch                | 3.851   | 5,46  | 0      |
| Pueblo Soberano                                      | PS                       | Onafhankelijk Volk                                                 | Links, pro onafhankelijkheid | 3.357   | 4,76  | 0      |
| Partido Democraat                                    | DP                       | Democratische Partij                                               | Centrum                      | 2.638   | 3,74  | 0      |
| "Ban Vota"                                           | -                        | Kom Stemmen                                                        | -                            | 484     | 0,69  | 0      |
| Movementu Opshon D pa Provinsia Outonomo den Reino   | MODPOR                   | Optie D Beweging voor een Zelfstandige Provincie in het Koninkrijk | voor provinciestatus         | 242     | 0,34  | 0      |
| Partido Akshon pa Prosperidat Permanente i Seguridat | PAPPS                    | Actiepartij voor Voortdurende Welvaart en Zekerheid                | -                            | 185     | 0,26  | 0      |
| P100                                                 | -                        | -                                                                  | -                            | 99      | 0,14  | 0      |
| E Mayoria Opshon D-C                                 | -                        | De Meerderheid voor Optie D-C                                      | -                            | 41      | 0,06  | 0      |
| Kieskring Sint Maarten                               | Kieskring Sint Maarten   | Kieskring Sint Maarten                                             | Kieskring Sint Maarten       | 10.897  | 60,40 | 3      |
| National Alliance                                    | NA                       | Nationaal Verbond                                                  | -                            | 4.301   | 41,00 | 2      |
| Democratische Partij Sint Maarten                    | DP-SM                    | -                                                                  | -                            | 4.122   | 39,20 | 1      |
| People's Progressive Alliance                        | PPA                      | Vooruitstrevend Volksverbond                                       | -                            | 1.712   | 16,30 | 0      |
| Sint Maarten People's Party                          | SMPP                     | Volkspartij van Sint Maarten                                       | -                            | 254     | 2,40  | 0      |
| United People's Labour Party                         | UPLP                     | Verenigde Volkspartij van de Arbeid                                | -                            | 75      | 0,70  | 0      |
| Freedom                                              | -                        | Vrijheid                                                           | -                            | 38      | 0,40  | 0      |
| Kieskring Bonaire                                    | Kieskring Bonaire        | Kieskring Bonaire                                                  | Kieskring Bonaire            | ?       | 81    | 3      |
| Union Patriotiko Boneriano                           | UPB                      | Vaderlandslievende Unie van Bonaire                                | Christendemocratisch         | 3.678   | 55,5  | 2      |
| Partido Demokrátiko Boneriano                        | DP-B                     | Democratische Partij Bonaire                                       | Sociaaldemocratisch          | 2.947   | 44,5  | 1      |
| Kieskring Sint Eustatius                             | Kieskring Sint Eustatius | Kieskring Sint Eustatius                                           | Kieskring Sint Eustatius     | 977     | 68,18 | 1      |
| Democratische Partij Sint Eustatius                  | DP-SE                    | -                                                                  | -                            | 445     | 46,74 | 1      |
| Progressive Labour Party                             | PLP                      | Vooruitstrevende Partij van de Arbeid                              | -                            | 377     | 39,60 | 0      |
| Sint Eustatius Alliance                              | SEA                      | Verbond van Sint Eustatius                                         | -                            | 130     | 13,66 | 0      |
| Kieskring Saba                                       | Kieskring Saba           | Kieskring Saba                                                     | Kieskring Saba               | 595     | 85,61 | 1      |
| Windward Islands People's Movement                   | WIPM                     | Volksbeweging van de Bovenwindse Eilanden                          | -                            | 374     | 62,86 | 1      |
| Saba Labour Party                                    | SLP                      | Partij van de Arbeid van Saba                                      | -                            | 221     | 37,14 | 0      |

Op basis van deze samenstelling werd een kabinet met als premier Emily de Jongh-Elhage (PAR) gevormd.